# 勒克斯

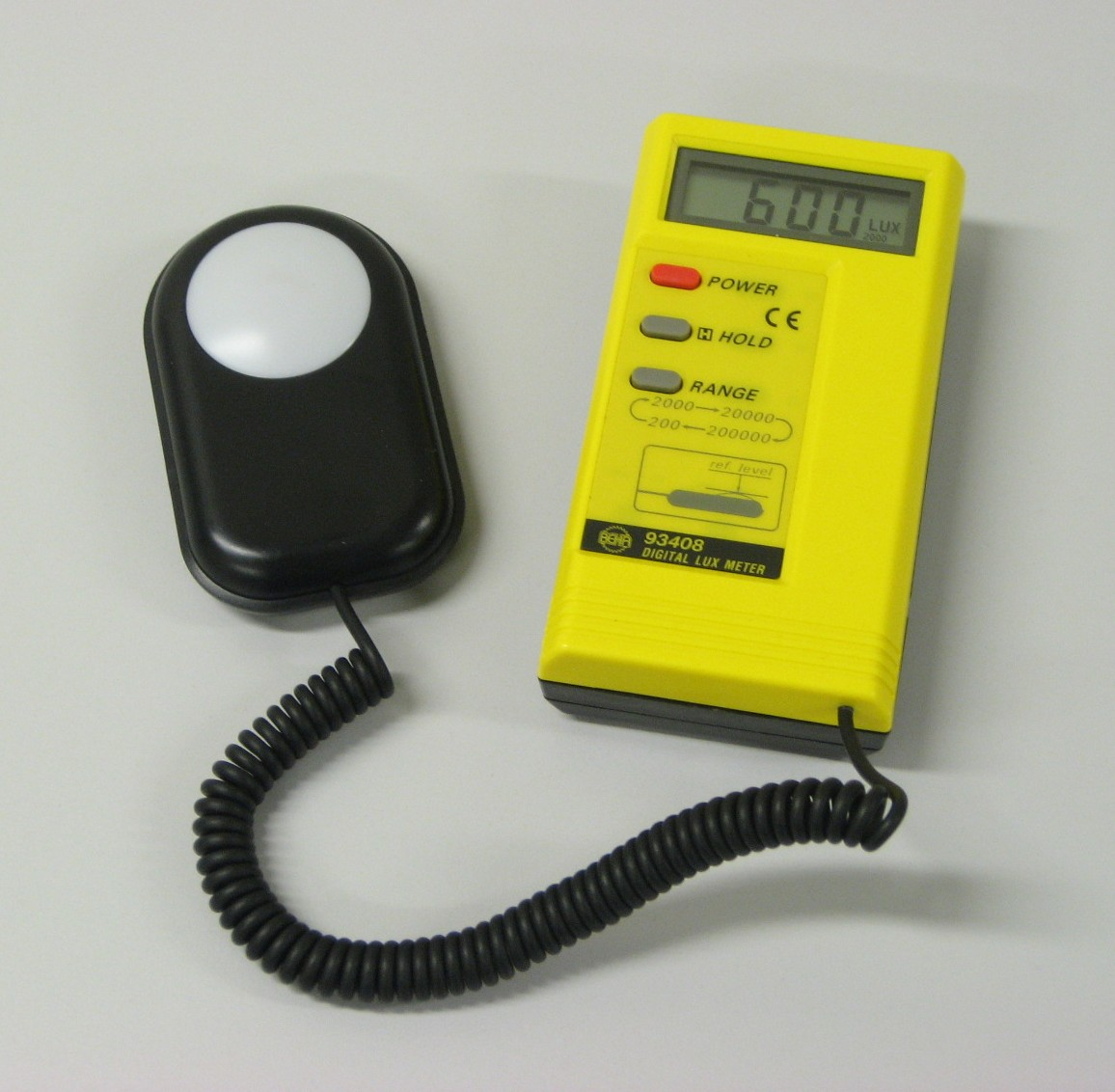
用於工作場所照度測量的勒克斯儀表

勒克斯（lux）或勒克司，简称勒（lx），是光照度的SI单位，当1平方米被照面上光通量为1流明，此时照度就是1勒克斯。
其單位換算是1勒克斯 = 1 流明/平方米 = 1 坎德拉·球面度/平方米（1 lx = 1 lm/m2= 1 cd·sr·m–2）。

## 外部連接
- Radiometry and photometry FAQ Professor Jim Palmer's Radiometry FAQ page (University of Arizona).